# Scară logaritmică
O scară logaritmică este o scară de măsurare care folosește logaritmul unei mărimi fizice în loc de mărimea însăși.

## Exemple de scări logaritmice
În cele mai multe scări logaritmice, valori (sau raporturi) mici ale cantității respective corespund unor valori negative ale măsurii logaritmice. Exemple:
- Scara de magnitudine Richter și scara de magnitudine a momentului seismic pentru intensitatea cutremurelor de Pământ;
- Decibel pentru raportul a două puteri (în acustică și inginerie);
- Entropie în termodinamică;
- Informație în teoria informației.

Unele scări logaritmice au fost construite astfel încât valori (sau raporturi) mari ale cantității respective să corespundă unor valori mici ale măsurii logaritmice. Exemple:
- pH pentru aciditate sau alcalinitate;
- Magnitudinea aparentă pentru strălucirea stelelor;
- Scara Krumbein pentru mărimea granulelor de sediment în geologie;
- Absorbanța luminii în materiale transparente.